# Devastante (singolo Il Pagante)
Devastante è un singolo del gruppo musicale italiano Il Pagante, in collaborazione con la rapper Myss Keta e pubblicato il 21 gennaio 2022 come quarto estratto dall'omonimo terzo album in studio.

## Descrizione
Il singolo è uscito in concomitanza con l'album omonimo.

## Video musicale
Il videoclip, diretto da Peter Marvu, è stato pubblicato il 25 febbraio 2022 sul canale YouTube del gruppo.